# Maria Eleonora de Brandenburg
Maria Eleonora de Brandenburg (11 noiembrie 1599 – 28 martie 1655) a fost o prințesă germană și regină consort a Suediei.
A fost fiica lui Johann Sigismund, Elector de Brandenburg și Ducesei Ana a Prusiei, fiica lui Albert Frederic, Duce de Prusia.
1. ↑  „Maria Eleonora de Brandenburg”, Gemeinsame Normdatei, accesat în 31 decembrie 2014